# Светлана Жакупова
Светлана Кабикеновна Жакупова (на казахски: Светлана Қабыкенқызы Жақыпова) е казахстанска политичка, министърка на труда и социалната защита на населението на Казахстан (от 2 септември 2023 г.).

## Биография
Родена е на 16 януари 1968 г. в Карагандинска област, Казахска ССР, СССР. От 1984 до 1986 г. работи като учител. През 1991 г. завършва Физико-математическия факултет на Целиноградския държавен педагогически институт, а през 2006 г. завършва Алматинската академия по икономика и статистика.
От 1991 до 1995 г. е учител по математика в СОУ № 16 и СОУ № 36. От 1997 до 1998 г. е старши специалист, главен специалист на оперативния счетоводен отдел на градския клон на Акмола на държавното предприятие „Държавен център за изплащане на пенсии“. От 1998 до 2001 г. е главен специалист, началник на отдела за икономически анализи, заместник-директор на градския клон на Акмола на държавното предприятие „Държавен център за изплащане на пенсии“. От 2001 до 2008 г. е директор на регионалния клон на Акмола на държавното предприятие „Държавен център за изплащане на пенсии“.
От 2008 до 2011 е изпълняваща длъжността директор на Департамента за социално осигуряване и социално осигуряване на Министерството на труда и социалната защита на населението на Казахстан. От 2011 до 2013 г. е програмен ръководител на Проектен офис на Национални информационни технологии АД. От 8 септември 2013 до август 2014 г. е заместник-министър на труда и социалната защита на населението на Казахстан. От 13 август 2014 до януари 2017 г. е заместник-министър на здравеопазването и социалното развитие на Казахстан. От януари 2017 до септември 2019 г. е заместник-министър на труда и социалната защита на населението на Казахстан. От 2020 до 2023 г. е старши експерт по програмата на ООН за развитие. От 6 декември 2023 до 9 февруари 2023 г. е комисар по правата на социално уязвимите категории от населението към президента на Казахстан. От 2 септември 2023 г. е министър на труда и социалната закрила на населението на Казахстан (преизбрана на 6 февруари 2024 г.).
Става член на Народната демократическа патриотична партия „Ауил“, от 9 септември 2020 г. е член на Политическия съвет на партията.